# Gerbi

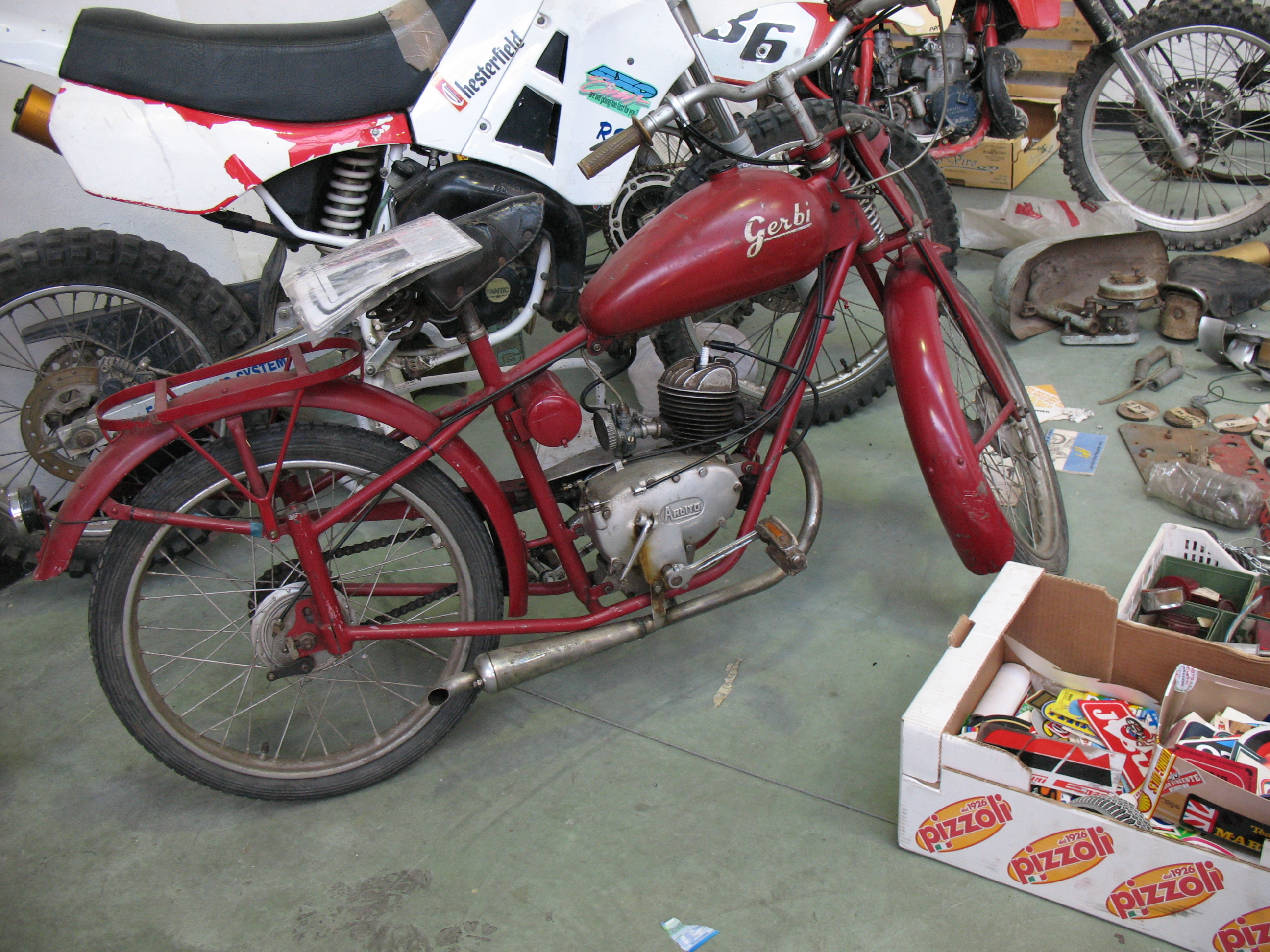

Gerbi is een Italiaans historisch merk van motorfietsen.
De bedrijfsnaam was: Fabbrica Motocicli Gerbi, Milano.
Dit merk leverde lichte motorfietsjes met Sachs-inbouwmotoren van 98- tot 173 cc. Het bestond van 1952 tot 1953.